# Bragadiru (Teleorman)
Bragadiru è un comune della Romania di 4 249 abitanti, ubicato nel distretto di Teleorman, nella regione storica della Muntenia.